# 四日市市立笹川小学校
四日市市立笹川小学校（よっかいちしりつささがわしょうがっこう）は、三重県四日市市笹川6丁目にある公立小学校。

## 沿革
- 2017年（平成27年）7月28日 - 笹川東小学校・笹川西小学校統合準備委員会発足。
- 2018年（平成30年）3月23日 - 四日市市は、笹川東・笹川西両小学校を統合する事を決定。
- 2019年（平成31年）
  - 4月1日 - 笹川東小学校と笹川西小学校を統合して、本校開校[1]。
  - 4月8日 - 開校式[2]と第1回入学式挙行[3]。最初の新入生は90名。
- 2020年（令和2年）
  - 3月19日 - 第1回卒業証書授与式挙行。新型コロナウイルス感染拡大の影響で縮小を余儀なくされた[4]。
  - 3月25日 - 最初の修了式と離任式挙行[5]。

## 通学区域と進学先中学校
出典

### 通学区域
- 笹川（1丁目～9丁目）
- 西日野（一部）

### 進学先中学校
公立学校に進学する場合
- 四日市市立西笹川中学校

## 周辺
- 四日市市立笹川保育園 - 進級前保育園のひとつ
- 笹川東公園
- 四日市市立西笹川中学校 - 主な進学先中学校

## アクセス
- 三重交通41系統・46系統のバスで、「笹川2丁目」バス停下車後、徒歩約315m・約5分。
- 四日市あすなろう鉄道八王子線西日野駅から、
  - 車で約2km・約3分。
  - 徒歩で、「笹川中学校」バス停まで徒歩移動し、上述の路線バスで「笹川2丁目」バス停下車後、徒歩。